# Mikroblog
Mikroblog – rodzaj dziennika internetowego, w którym głównym nośnikiem informacji są krótkie wpisy mające zazwyczaj długość jednego zdania. Tak jak zwykłe blogi, mikroblog może oprócz wpisów tekstowych zawierać zdjęcia, klipy dźwiękowe czy filmowe; może być dostępny dla każdego lub wąskiej grupy wyselekcjonowanych przez autora czytelników.
Główną ideą mikroblogów jest przekazywanie informacji o czynności, jaką się w danej chwili wykonuje, krótkich przemyśleń lub planów, które ma się zamiar zrealizować w najbliższym czasie. Możliwe jest także prowadzenie konwersacji pomiędzy użytkownikami przy użyciu wpisów.
Zbliżoną do mikroblogów funkcjonalność posiada większość komunikatorów internetowych – jest to „opis”, „stan” lub „status”.
Serwisy mikroblogowe często udostępniają swoją funkcjonalność w postaci API. Dzięki temu wokół mikroblogów powstała bardzo duża liczba zewnętrznych serwisów oraz dodatków pozwalających wykorzystywać te serwisy do takich celów jak mikropłatności czy handel elektroniczny.

## Serwisy
W maju 2007 roku doliczono się 111 serwisów oferujących usługę mikroblogowania. W przeważającej części przypadków powstały one na fali popularności serwisu Twitter, uruchomionego w 2006. Popularnymi serwisami są Plurk czy też oparty na otwartym oprogramowaniu Mastodon.
Jeden z popularniejszych polskich witryn tego typu w przeszłości – serwis Blip – zaprzestał działalności 31 sierpnia 2013. Część użytkowników przeniosło swoje wpisy na mikroblog strony Wykop.pl.
Niektóre portale społecznościowe, takie jak Facebook, MySpace, LinkedIn oferują również usługę mikroblogowania w ramach posiadanego profilu. Z polskich portali taką funkcję oferuje Wykop.pl, a w przeszłości Nasza Klasa czy Grono.net